# Projecció de Robinson

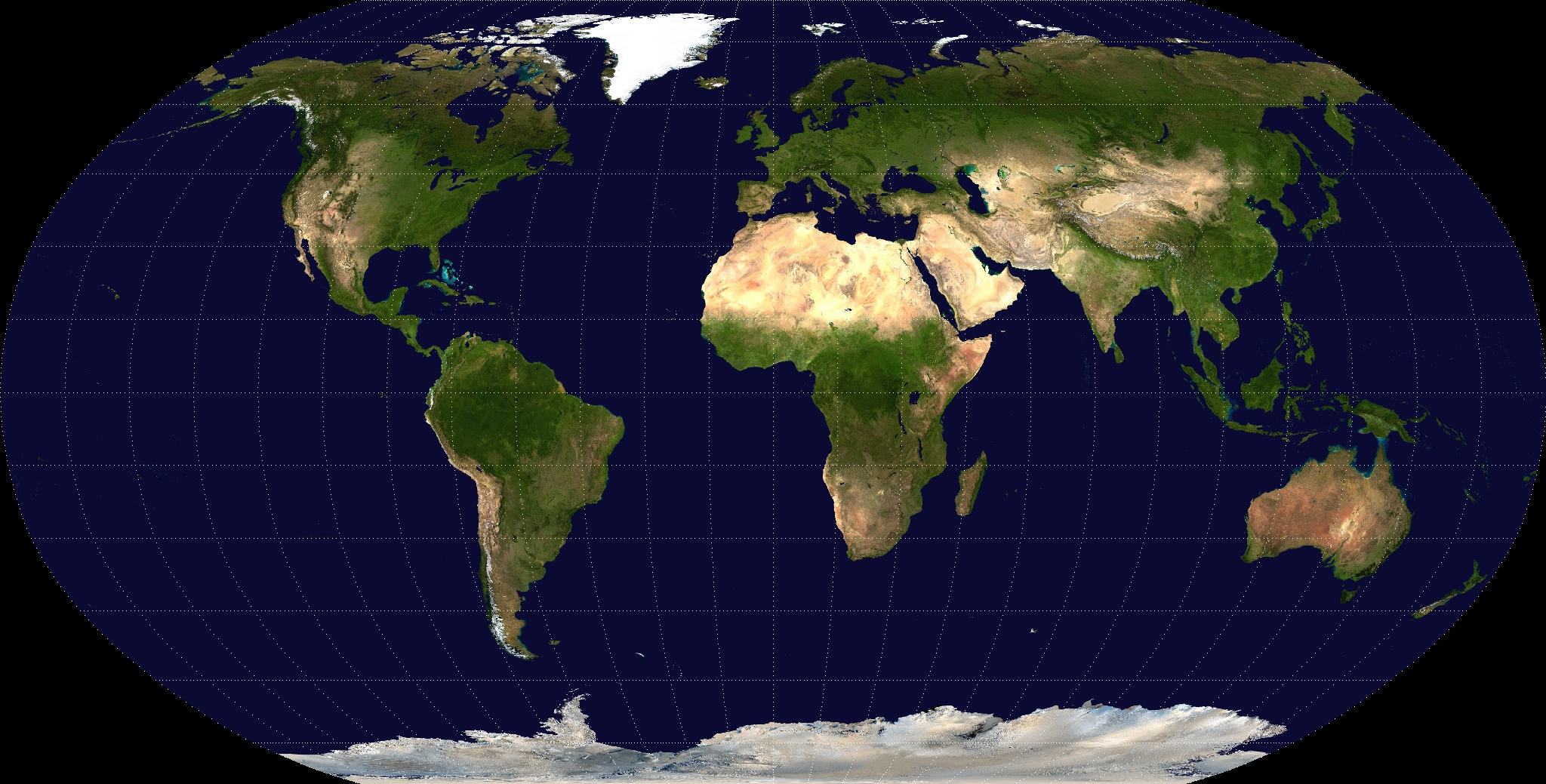
Una projecció de Robinson de la Terra.

La Projecció de Robinson  és una projecció cartogràfica de mapamundi, que mostra el món sencer d'una vegada. Va ser creada específicament amb l'objectiu de trobar un bon consens al problema de mostrar fàcilment el globus complet en una imatge plana.
La projecció de Robinson és una realització de Arthur H. Robinson el 1961, i va ser usada per Rand McNally des de la dècada de 1960 i per la National Geographic Society entre 1988 i 1998, sent reemplaçada per la projecció de Winkel-Tripel.

## Avantatges i desavantatges

La projecció de Robinson amb la Indicatriu de Tissot de deformació

Com moltes projeccions, la de Robinson té avantatges, i com totes les projeccions, també té desavantatges. La projecció no és ni equiàrea (o equivalent) ni acord, abandonant les dues propietats per un consens. El creador va pensar que això produïa una millor visió de la totalitat que la que hagués aconseguit respectant les propietats anteriorment esmentades. Els meridians es corben suaument, evitant extrems, però al mateix temps estira els pols en llargues línies en comptes de deixar-los com a punts.
Per tant, la distorsió propera als pols és severa però ràpidament passa a nivells moderats a mesura que ens allunyem d'ells. Els paral·lels rectes impliquen una severa distorsió angular en les altes latituds a prop dels marges del mapa, un problema inherent a totes les projeccions pseudocilíndriques. De tota manera, en el moment en què va ser desenvolupada, la projecció efectivament va aconseguir l'objectiu de Rand McNally de produir atractives imatges del món sencer.

## Especificacions
La projecció està definida per la següent taula:
| Latitud | PLEN   | PDFE   |
| ------- | ------ | ------ |
| 00      | 1.0000 | 0,0000 |
| 05      | 0,9986 | 0,0620 |
| 10      | 0,9954 | 0,1240 |
| 15      | 0,9900 | 0,1860 |
| 20      | 0,9822 | 0,2480 |
| 25      | 0,9730 | 0,3100 |
| 30      | 0,9600 | 0,3720 |
| 35      | 0,9427 | 0,4340 |
| 40      | 0,9216 | 0,4958 |
| 45      | 0,8962 | 0,5571 |
| 50      | 0,8679 | 0,6176 |
| 55      | 0,8350 | 0,6769 |
| 60      | 0,7986 | 0,7346 |
| 65      | 0,7597 | 0,7903 |
| 70      | 0,7186 | 0,8435 |
| 75      | 0,6732 | 0,8936 |
| 80      | 0,6213 | 0,9394 |
| 85      | 0,5722 | 0,9761 |
| 90      | 0,5322 | 1.0000 |

La taula està indexada per latitud, utilitzant interpolació. La columna  PLEN  correspon a la longitud dels paral·lels a una determinada latitud, i la columna  PDFE  està multiplicada per 0,5072 per obtenir la distància d'aquells paral·lels des de l'equador. Els meridians estan igualment espaiats al llarg de cada paral·lel.